# Peter Fonda

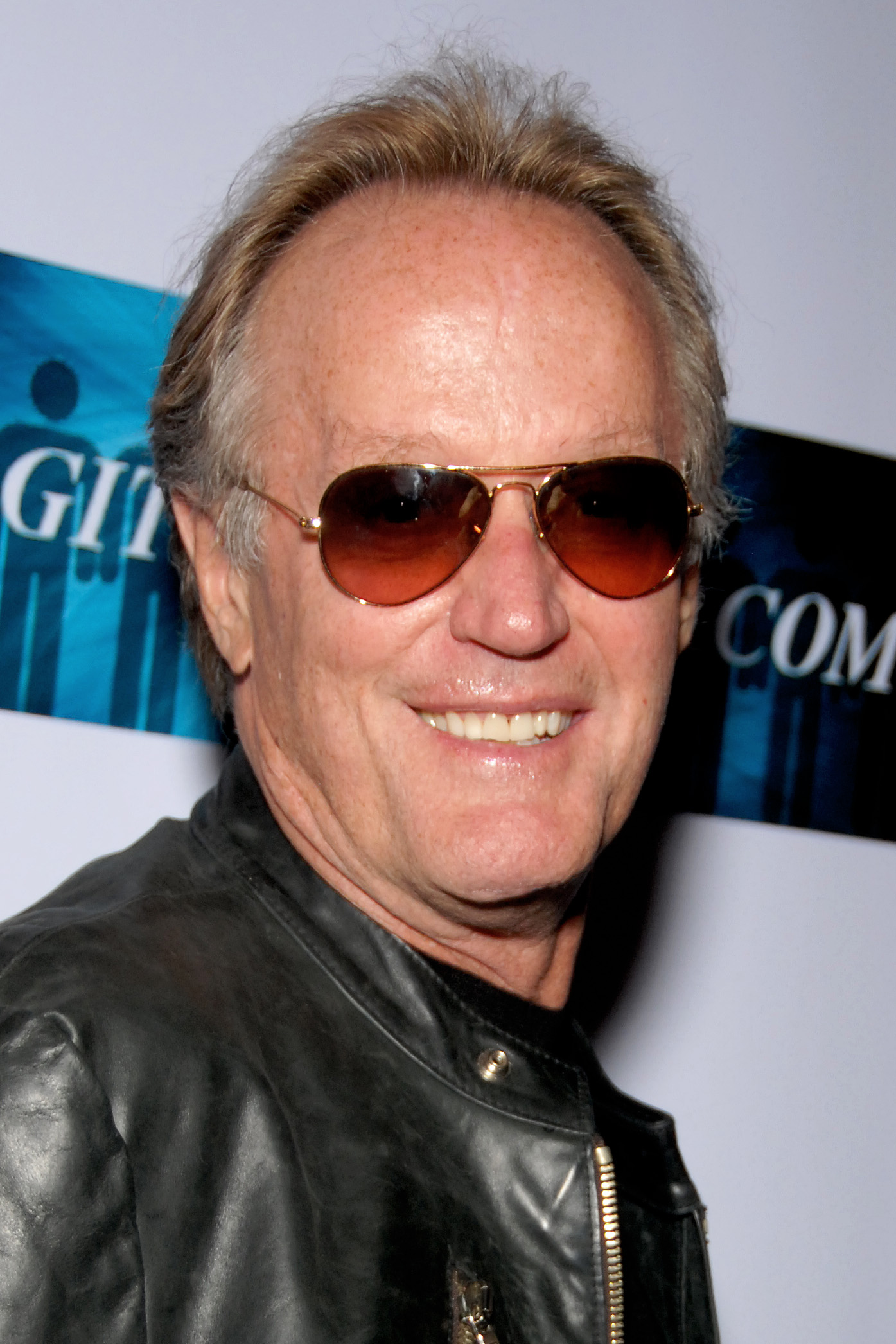
Peter Fonda (2009)

Peter Henry Fonda (* 23. Februar 1940 in New York City, New York; † 16. August 2019 in Los Angeles, Kalifornien) war ein US-amerikanischer Schauspieler und Filmregisseur. Weltweite Bekanntheit erreichte er durch den Film Easy Rider (1969), der ihn zu einer Ikone einer Gegenkultur machte.

## Werdegang
Wie sein Vater Henry Fonda begann Peter Fonda seine Karriere beim Theater, wo er 1960 sein Schauspieldebüt gab. 1962 war er mit einer Gastrolle in der Serie Gnadenlose Stadt erstmals im Fernsehen zu sehen. Erste Kinorollen folgten 1963 und Fonda wurde für eine Nebenrolle in dem starbesetzten Kriegsfilm Die Sieger für einen Golden Globe Award als bester Nachwuchsdarsteller nominiert. Er schien zunächst vor allem auf brave romantische Liebhaberrollen abonniert zu sein. Das änderte sich, als ihn B-Movie-Regielegende Roger Corman in seinem Film Die wilden Engel mit der Rolle eines Anführers einer Motorradfahrergang besetzte. Die Besetzung war naheliegend und passte zu dem jungen Darsteller, da Peter Fonda sich auch im Privatleben für Motorräder begeisterte. Mit seinen folgenden Filmen erwarb sich Peter Fonda einen Ruf als „schwarzes Schaf“ der Familie Fonda, da viele seiner Filmprojekte umstritten waren und seine Figuren oft ungezähmt oder gar gewalttätig wirkten. 1967 spielte er erneut unter Cormans Regie in dem Film The Trip, der den Konsum von Drogen thematisierte und zeigte.

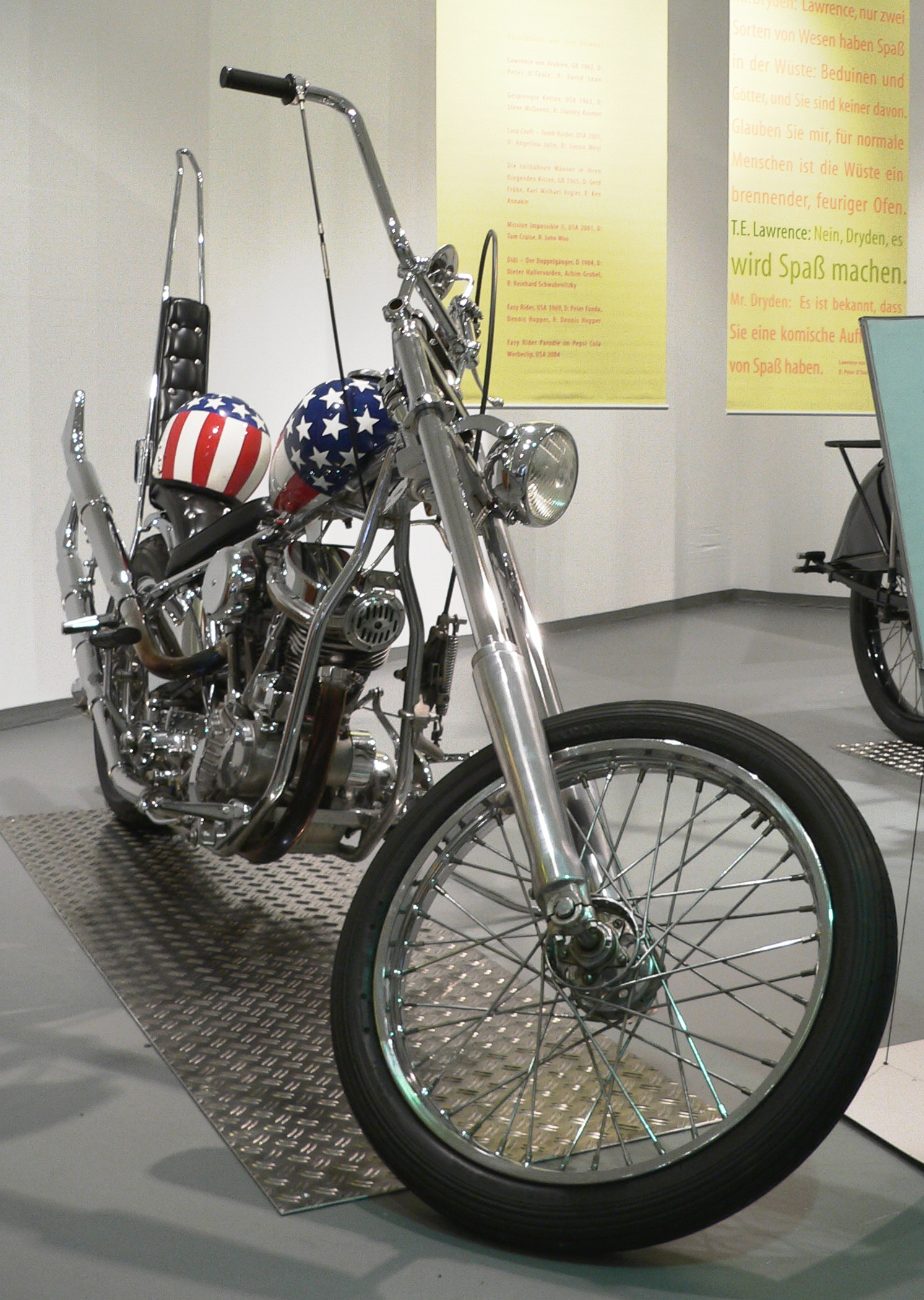
Replik von Fondas „Captain America“-Harley aus Easy Rider im Zweiradmuseum

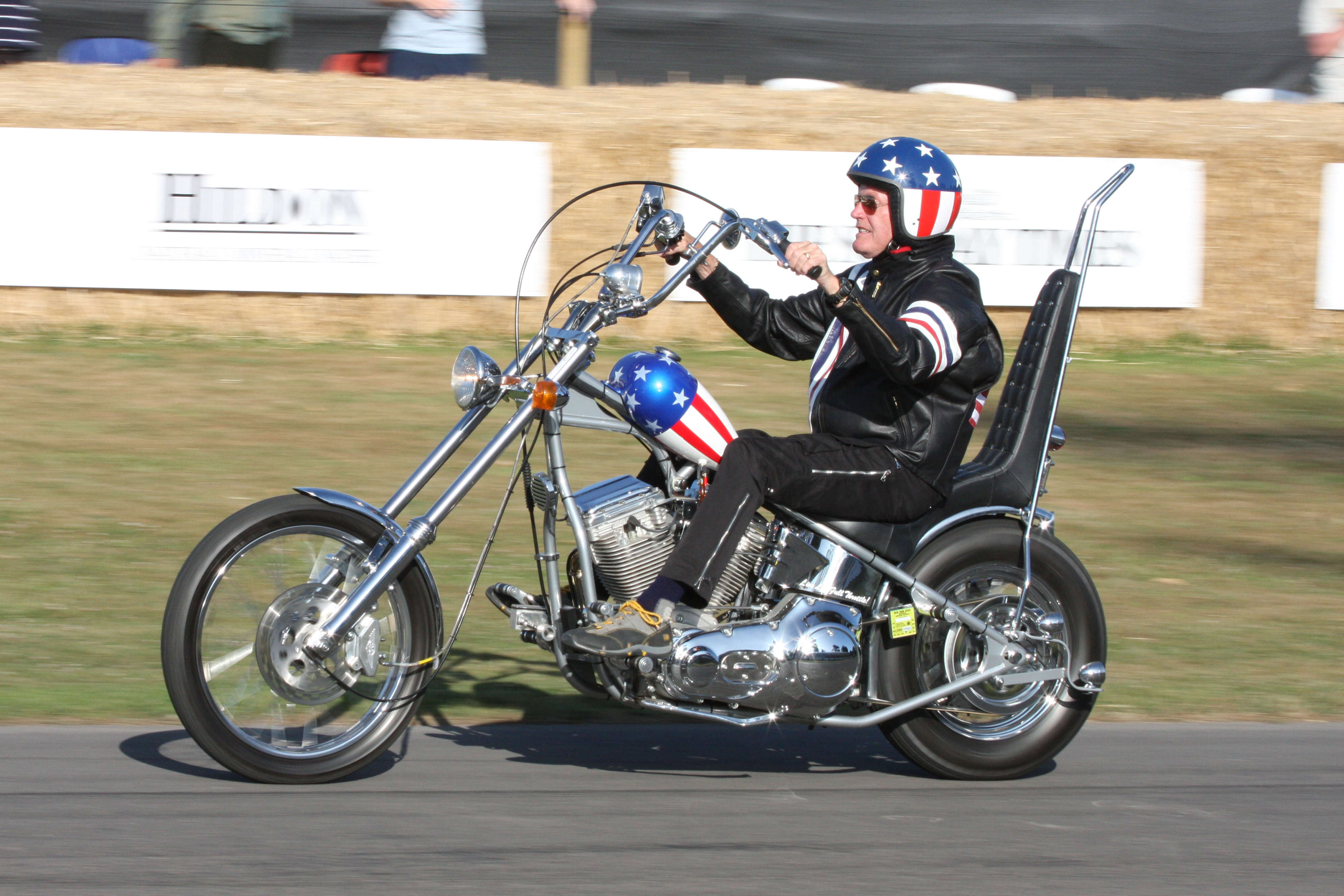
Peter Fonda auf moderner CMC-Version von "Captain America" (Goodwood, 2009)

Einem großen Publikum wurde er endgültig mit seinem Roadmovie Easy Rider bekannt, in dem er auch die Hauptrolle des Captain America (Wyatt) verkörperte. Der Film gilt als der erste große Erfolg des New Hollywood und die Szenen, in denen der von ihm dargestellte Wyatt und dessen Freunde auf ihren Choppern zum Lied Born to Be Wild durch den Süden der USA fahren, gelten als Klassiker der Film- und Musikkultur. Fonda stand bei Easy Rider nicht nur vor der Kamera, sondern war auch Ko-Produzent und schrieb am Drehbuch mit – Letzteres brachte ihm eine Oscar-Nominierung für das beste Originaldrehbuch ein. Seine Rolle in Easy Rider machte ihn Ende der 1960er-Jahre zu einer Ikone der amerikanischen „Counterculture“, vergleichbar mit dem in Deutschland bekannteren Begriff der 68er-Bewegung. So inspirierte er beispielsweise John Lennon zu seinem Song She Said She Said über ihn. Sein Image aus Easy Rider hing ihm allerdings auch nach, sodass er sich kaum aus dem Rollentypus des Rebellen befreien konnte.
Bei dem Westerndrama Der weite Ritt, in dem er auch die Hauptrolle übernahm, führte Fonda im Jahr 1971 erstmals Regie. Als Regisseur blieb Peter Fonda dem New Hollywood treu, konnte jedoch an den Erfolg von Easy Rider nicht wieder anknüpfen – auch seine beiden weiteren Regiearbeiten Expedition in die Zukunft (1973) und Wanda Nevada (1979) erlangten nie einen solchen Status. Fonda spielte in den 1970er-Jahren aber ebenfalls in den Filmen anderer Regisseure, um seine eigenen Projekte zu finanzieren. Der erfolgreichste unter diesen war wahrscheinlich Kesse Mary – Irrer Larry (1974), in dem er die Rolle eines aus Geldnöten kriminell werdenden Rennfahrers spielte. Nach dem Ende des New-Hollywood-Kinos zu Beginn der 1980er-Jahre konnte Fonda seine eigenen Filmprojekte nicht mehr finanzieren und auch als Schauspieler war er weniger gefragt. 1983 spielte er in Deutschland unter der Regie von Marianne Rosenbaum in Peppermint Frieden einen freundlichen amerikanischen Soldaten, der sich mit bayrischen Dorfkindern nach Ende des Zweiten Weltkriegs anfreundet. Fonda trat in vielen zweitklassigen Filmen auf, kümmerte sich aber auch mehr um seine Ranch in Montana und seine Kinder.
Peter Fonda gelang ab Mitte der 1990er-Jahre nochmals ein Comeback als Schauspieler. 1998 erhielt er eine Oscar-Nominierung als bester Hauptdarsteller für die Rolle eines verwitweten Bienenzüchters im Filmdrama Ulee’s Gold. Außerdem gewann er zwei Golden Globes, 1998 für Ulee’s Gold und 2000 für eine Nebenrolle in dem Fernsehfilm The Passion of Ayn Rand, einer Fernsehbiografie des Lebens von Ayn Rand. Seit 2003 steht sein Name auf dem Hollywood Walk of Fame. Im Jahr 2004 sprach er die Figur The Truth in dem Videospiel Grand Theft Auto: San Andreas. 2007 spielte er in zwei erfolgreichen Actionfilmen: In Todeszug nach Yuma verkörperte er einen Westernschurken, in Ghost Rider die Rolle des Mephistopheles. Ebenfalls 2007 hatte er, in Anlehnung an seine Rolle in Easy Rider, einen selbstironischen Auftritt in dem Roadmovie Born to be Wild – Saumäßig unterwegs. Peter Fonda stand bis kurz vor seinem Tod vor der Kamera, posthum erschien noch der Kriegsfilm The Last Full Measure, in dem er einen Veteranen des Vietnamkrieges verkörperte.

## Persönliches
Aus der Familie Fonda wurden auch Peters Schwester Jane und seine Tochter Bridget als Filmschauspielerinnen bekannt. Die Beziehung zu seinem berühmten Vater Henry schilderte Peter Fonda als nicht immer einfach, da dieser distanziert gewesen sei und die Kinder seinen Erwartungen nur schwer gerecht werden konnten. Frances Seymour, die Mutter von Peter und Jane Fonda, starb im April 1950 durch Suizid, wenige Monate nachdem sie erfahren hatte, dass Henry Fonda sich von ihr scheiden lassen wollte.
Fonda engagierte sich auch immer wieder politisch und für Umweltschutz, so produzierte er gemeinsam mit dem Filmemacher Tim Robbins die Dokumentation The Big Fix. Diese thematisiert die Rolle des Ölkonzerns BP bei der Ölpest im Golf von Mexiko 2010 und kritisiert auch das Handeln des damaligen US-Präsidenten Barack Obama, den Fonda dafür als „Verräter“ bezeichnete. Auf Twitter kritisierte Fonda auch die Politik von Donald Trump, geriet allerdings auch selbst in die Kritik, als er 2018 – in Anspielung auf die Asylpolitik von Donald Trump und das Trennen von mexikanischen Kindern von ihren Eltern – schrieb, man solle Trumps jüngsten Sohn Barron (* 2006) seiner Mutter entreißen und in einen „Käfig voller Pädophiler“ stecken. Später entschuldigte sich Fonda für den Tweet.
Peter Fonda hatte zwei Kinder und war dreimal verheiratet: von 1961 bis zur Scheidung 1974 mit Susan Jane Brewer, von 1975 bis zur Scheidung 2011 mit Portia Rebecca Crockett und seit 2011 mit Margaret DeVogelaere. Seine Autobiografie Don't Tell Dad veröffentlichte er im Jahr 1998. Fonda lebte zuletzt auf einer Ranch in Paradise Valley, Montana, sowie in Los Angeles, wo er im August 2019 im Alter von 79 Jahren an den Folgen von Lungenkrebs starb.

## Filmografie (Auswahl)

### Film und Fernsehen
- 1962: Gnadenlose Stadt (Naked City, Fernsehserie, Episode 3x12)
- 1963: Sandra und der Doktor (Tammy and the Doctor)
- 1963: Die Sieger (The Victors)
- 1964: Lilith
- 1965: Nebraska (The Rounders)
- 1966: Die wilden Engel (The Wild Angels)
- 1967: The Trip
- 1968: Außergewöhnliche Geschichten (Histoires extraordinaires)
- 1969: Easy Rider
- 1971: The Last Movie
- 1971: Der weite Ritt (The Hired Hand) (als Regisseur und Schauspieler)
- 1973: Zwei Menschen unterwegs (Two People)
- 1973: Expedition in die Zukunft (Idaho Transfer) (als Regisseur)
- 1974: Kesse Mary – Irrer Larry (Dirty Mary Crazy Larry)
- 1974: Open Season – Jagdzeit (Los Cazadores)
- 1975: Vier im rasenden Sarg (Race with the Devil)
- 1975: 33 Grad im Schatten (92 in the Shade)
- 1976: Die Söldner (Killer Force)
- 1976: Mach’ ein Kreuz und fahr’ zur Hölle (Fighting Mad)
- 1976: Futureworld – Das Land von Übermorgen (Futureworld)
- 1977: Outlaw Blues
- 1978: Trucker (High-Ballin’)
- 1979: Wanda Nevada (als Regisseur und Schauspieler)
- 1980: Das Laserstrahlkommando (The Hostage Tower, Fernsehfilm)
- 1981: Auf dem Highway ist die Hölle los (The Cannonball Run)
- 1982: Das Idol (Split Image)
- 1983: Peppermint Frieden
- 1983: Avanaida – Todesbiss der Satansviper (Spasms)
- 1983: Easy Flyer (Dance of the Dwarfs)
- 1985: Es lohnt zu leben (A Reason to Live, Fernsehfilm)
- 1985: In der Hitze von New York (Certain Fury)
- 1988: Freedom Fighters – Söldner für die Freiheit (Mercenary Fighters)
- 1988: Falschmünzer der Liebe (Gli indifferenti, Fernsehfilm)
- 1988: Die Rache des Trappers (Hawken’s Breed)
- 1989: Der Rosengarten (The Rose Garden)
- 1991: Gefährliche Straßen (Family Express)
- 1993: Deadfall
- 1994: In der Hitze der Nacht (In the Heat of the Night, Fernsehserie, 2 Folgen)
- 1994: Love and a .45
- 1996: Die Leiche im Kofferraum (Painted Hero)
- 1996: Don’t Look Back – Die Killer im Nacken (Don’t Look Back, Fernsehfilm)
- 1996: Flucht aus L.A. (Escape from L.A.)
- 1996: Grace of My Heart (Stimme von Guru Dave)
- 1997: Ulee’s Gold
- 1998: Sturm über Mississippi (The Tempest, Fernsehfilm)
- 1999: Ayn Rand – Leben und Liebe für die Literatur (The Passion of Ayn Rand, Fernsehfilm)
- 1999: The Limey
- 2000: Südlich des Himmels – Westlich der Hölle (South of Heaven, West of Hell)
- 2000: Thomas, die fantastische Lokomotive (Thomas and the Magic Railroad)
- 2000: Second Skin – Mörderisches Puzzle (Second Skin)
- 2002: The Laramie Project (Fernsehfilm)
- 2004: The Heart Is Deceitful Above All Things
- 2005: Supernova – Wenn die Sonne explodiert (Supernova, Fernsehfilm)
- 2006: Cobrador: In God We Trust
- 2007: Ghost Rider
- 2007: Born to be Wild – Saumäßig unterwegs (Wild Hogs)
- 2007: Todeszug nach Yuma (3:10 to Yuma)
- 2007: The Gathering – Tödliche Zusammenkunft (The Gathering, Miniserie)
- 2008: Emergency Room – Die Notaufnahme (ER, Fernsehserie, Episode 14x10)
- 2008: Die Reise zum Mittelpunkt der Erde (Journey to the Center of the Earth, Fernsehfilm)
- 2009: Californication (Fernsehserie, Episode 3x07)
- 2009: Der blutige Pfad Gottes 2 (All Saints Day)
- 2011: The Trouble with Bliss
- 2011: CSI: NY (Fernsehserie, 2 Episoden)
- 2011: Hawaii Five-0 (Fernsehserie, Episode 2x04)
- 2012: Harodim – Nichts als die Wahrheit? (Harodim)
- 2012: Mein Freund Smitty (Smitty)
- 2013: Copperhead
- 2013: Haus des Zorns – The Harvest (The Harvest)
- 2013: Das Ultimative Leben (The Ultimate Life)
- 2014: The Blacklist (Fernsehserie, Episode 2x06)
- 2015: Der Kandidat - Macht hat ihren Preis (The Runner)
- 2017: Amerikas meistgehasste Frau (The Most Hated Woman in America)
- 2017: The Ballad of Lefty Brown
- 2018: Zwischenstation (Boundaries)
- 2019: The Last Full Measure (gedreht 2017)
- 2023: The Magic Hours (gedreht 2018/19)

### Weitere Auftritte
- 2003: Easy Riders, Raging Bulls: How the Sex, Drugs and Rock ’N’ Roll Generation Saved Hollywood (Dokumentarfilm)
- 2004: Stimme von "The Truth" im Videospiel Grand Theft Auto: San Andreas
- 2006: Breaking the Rules – Across American Counterculture (Dokumentarfilm)
- 2009: King of the B’s: The Independent Life of Roger Corman (Dokumentarfilm)

## Auszeichnungen (Auswahl)
- 1964 Golden-Globe-Award-Nominierung als Bester Nachwuchsdarsteller für The Victors
- 1970 Oscar-Nominierung für das Beste Originaldrehbuch für Easy Rider
- 1971 Bronzener Bravo Otto der deutschen Jugendzeitschrift BRAVO
- 1998 Oscar-Nominierung als Bester Hauptdarsteller für Ulee’s Gold
- 1998 Golden Globe Award als Bester Hauptdarsteller für Ulee’s Gold
- 1998 New York Film Critics Circle Award als Bester Hauptdarsteller für Ulee’s Gold
- 2000 Golden-Globe-Award-Nominierung als Bester Nebendarsteller (Fernsehfilm/Miniserie) für The Tempest
- 2000 Golden Globe Award als Bester Nebendarsteller (Fernsehfilm/Miniserie) für The Passion of Ayn Rand
- 2003 Stern auf dem Hollywood Walk of Fame (Kategorie Film)